# Jingong
Jingong (kinesiska: 金拱) är en köping i östra Kina. Den ligger i Huaining härad i Anqing i provinsen Anhui, omkring 130 kilometer söder om provinshuvudstaden Hefei. Antalet invånare är 28012. Befolkningen består av 13 482 kvinnor och 14 530 män. Barn under 15 år utgör 15,0 %, vuxna 15-64 år 74 %, och äldre över 65 år 9,0 %.